# Explosie bij Marbon Amsterdam

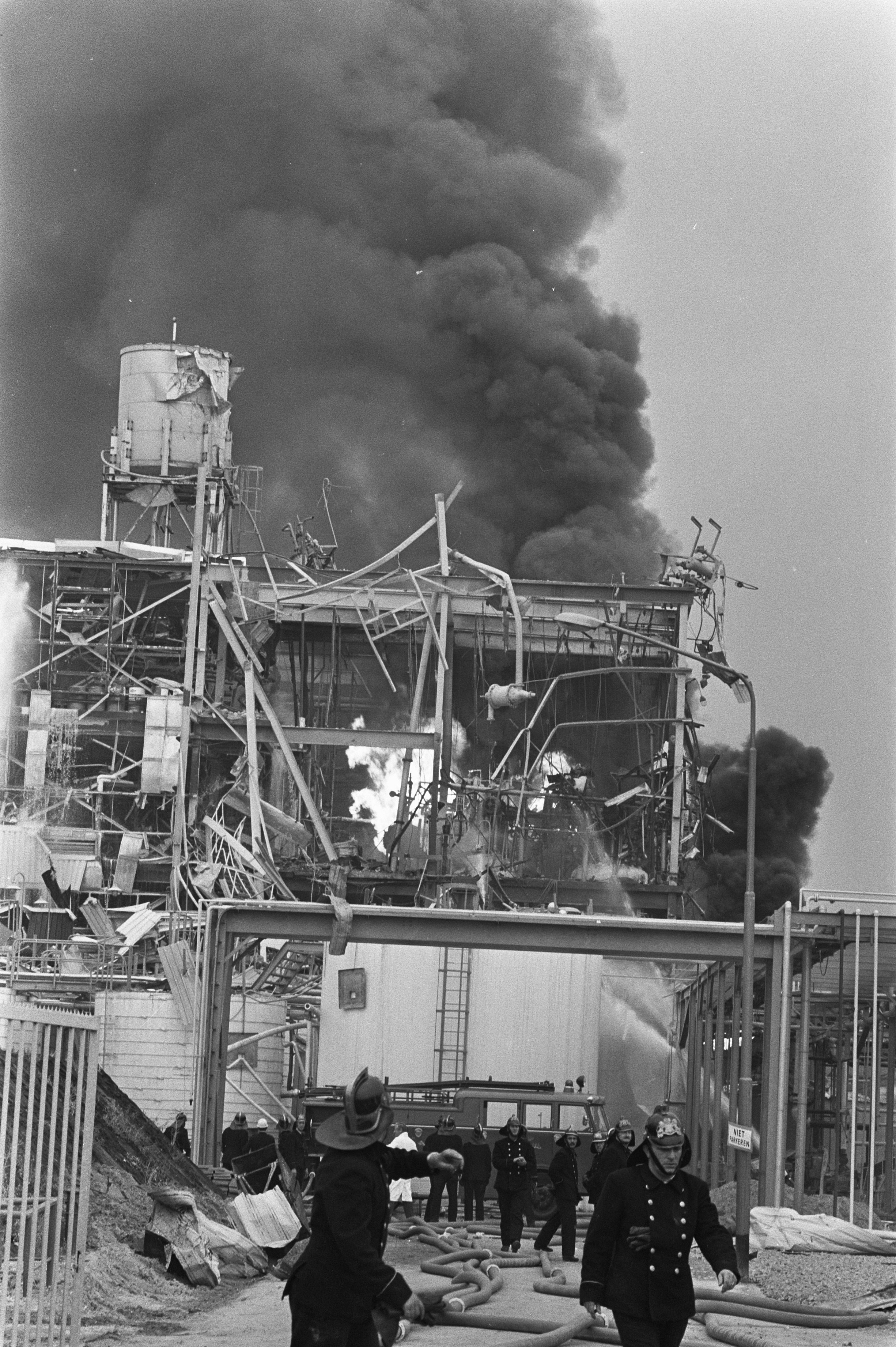
Overzicht brandende fabriek

De explosie bij Marbon Amsterdam is een ongeval dat plaatsvond op 10 augustus 1971 in een chemische fabriek in Amsterdam, waarbij negen doden vielen en 22 personen gewond raakten.

## Achtergronden
Marbon Amsterdam (tot 2003 GE Plastics, nu niet meer aanwezig) is een chemische fabriek in Amsterdam. Kort na de vestiging van de Mobil Oil raffinaderij bouwt Marbon Europe N.V. (onderdeel van het Borg-Warner concern) haar fabriek aan de Cyprusweg in het Westelijk Havengebied.
Marbon maakt ABS-plastics, een kunststof waar onder meer meubels en speelgoed van worden gemaakt. Het eindproduct is ongevaarlijk, maar bij de fabricage van ABS-plastic worden verschillende gevaarlijke stoffen gebruikt. Het gaat om het uitermate explosieve 1,3-butadieen, het zeer giftige acrylonitril, en het iets minder schadelijke styreen.
In de jaren zestig bestaan er nauwelijks wetten en regels voor chemische bedrijven. In Amsterdam is bijvoorbeeld alleen een hinderwetvergunning noodzakelijk. In de haast de fabriek van de grond te krijgen "vergeet" Marbon de vergunning aan te vragen. Ook een vestigingsvergunning "vergeet" men aan te vragen. Bij de gemeente Amsterdam wordt dit zogenaamd niet opgemerkt. Banen zijn op dat moment belangrijker dan vergunningen. Pas in 1967, 2 jaar na de bouw van de fabriek, vraagt Marbon een hinderwetvergunning aan. Deze wordt in 1969 in behandeling genomen door de enige ambtenaar belast met deze vergunningen. Deze vergunning wordt uiteindelijk verleend op 10 augustus 1971 maar dan is het al te laat.

## Het ongeval

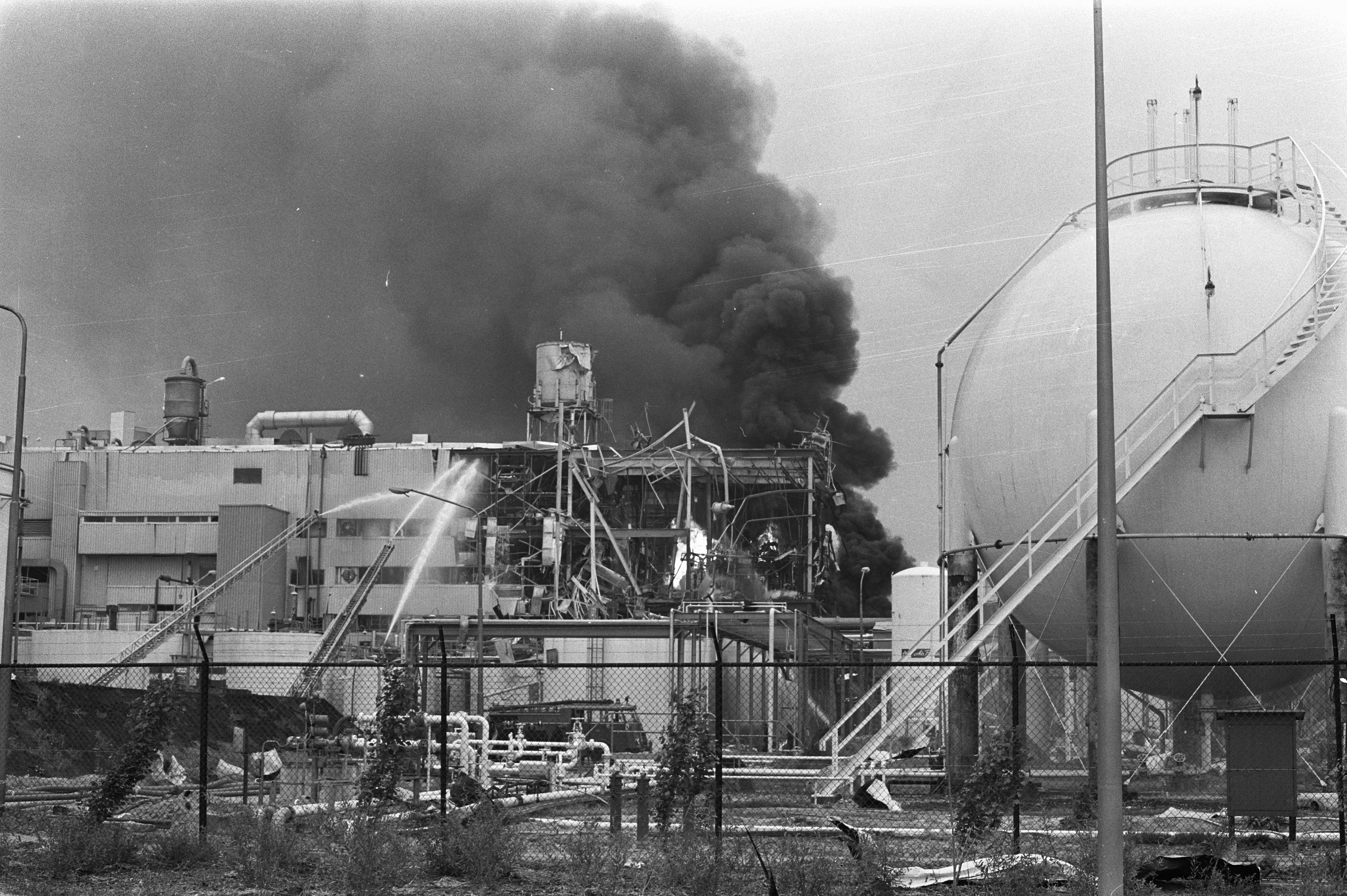

Op deze dag raakt in de chemische fabriek Marbon Amsterdam aan de Cyprusweg in het Westelijk Havengebied een reactorvat lek op de latex-afdeling. Een borrelend schuim, bestaande uit 1,3-butadieen (een explosieve stof zwaarder dan lucht), stroomt uit het vat. In de werkruimte en het afgesloten trappenhuis reikt dat uiteindelijk tot een laag van een halve meter hoog, met daarboven een explosief gasmengsel. De brandweer (zowel bedrijfs- als gemeentebrandweer) weet niet goed hoe dit geval aan te pakken. Wanneer zij proberen het schuim weg te spuiten explodeert het gasmengsel. Hierbij komen vijf Amsterdamse brandweermannen en vier leden van de bedrijfsbrandweer om het leven. 22 personen raken gewond.
De explosie en de daarop volgende brand zorgen voor chaos op het Marbon-terrein. Tal van bedrijven in de wijde omgeving worden stilgelegd en geëvacueerd. In de Zaanstreek, op dat moment benedenwinds, worden de mensen met geluidswagens gewaarschuwd binnen te blijven vanwege mogelijk giftige stoffen in de rook. Het ambulancepersoneel krijgt een verbod om gewonden aan te raken die bedekt zijn met een wit poeder. Dit kan immers het uiterst giftige acrylnitril zijn. Dit resulteert bijna in een vechtpartij tussen personeel van de ambulancedienst en de brandweer, die immers hun gewonde collega's zo snel mogelijk behandeld willen zien. Pas wanneer de hinderwet-ambtenaar arriveert wordt duidelijk dat de tanks met acrylnitril nog intact zijn en komt de hulpverlening goed op gang.

## Marbon na de ramp
In feite gebeurt er bij Marbon niets na de ramp. Reeds in 1972 start de fabriek alweer, zonder verdere preventieve maatregelen. Alleen de latex-afdeling blijft definitief gesloten. Ook verandert men de naam van het bedrijf in "Borg-Warner" om de negatieve associatie wat kwijt te raken.

## Gevolgen voor de brandbestrijding
Voor de ramp was de brandbestrijding bij chemische bedrijven pover en vrijblijvend geregeld. Weliswaar werd de bedrijfsbrandweer van Marbon getraind door de Amsterdamse brandweer maar specifieke kennis van de fabriek ontbrak. En juiste de enige brandweerman met specifieke kennis van Marbon (de trainer van de bedrijfsbrandweer) kwam bij de ramp om het leven.
Na deze ramp ontstonden heftige discussies wie en hoe incidenten in de chemische industrie aangepakt moesten worden. Het was immers pijnlijk duidelijk geworden dat de bedrijfsbrandweer wel voldoende kennis van de bedrijfsprocessen hadden maar onvoldoende ervaring hadden in brand- en rampbestrijding terwijl bij de gemeentelijke brandweer de situatie precies omgekeerd was. Ook werd duidelijk dat de uitrusting van beide ontoereikend was.
Uiteindelijk leidde deze ramp tot verschillende maatregelen. Zo ontwikkelde de Amsterdamse brandweer een specifiek aanvalsplan voor Borg-Warner en voor andere chemische bedrijven. Daarin wordt precies omschreven welke chemicaliën waar in het bedrijf te vinden zijn en hoe daar mee om te gaan. Ook werd de uitrusting van de brandweer verbeterd met specifieke apparatuur en blusmiddelen voor chemicaliën. En na de Ramp in Seveso werden ook de regels omtrent hinderwetvergunningen en vestigingsvergunningen aangescherpt en beter gecontroleerd.
Stap voor stap werden de rampenbestrijding en de preparatie op chemische incidenten verder geprofessionaliseerd, waarmee niet gezegd is dat alle risico's vandaag de dag beheersbaar zijn.